# Margarita Cordova
Margarita Cordova, född den 26 februari 1939 i Saginaw, Michigan, skådespelerska. Spelade Carmen Torres i tv-serien  Sunset Beach av Aaron Spelling.